# نظرلو
نظرلو،‌ (و یا نادارلی) شهری در بخش صوفیان شهرستان شبستر در استان آذربایجان شرقی ایران است.

## موقعیت جغرافیایی
این شهر در ۳۵ کیلومتری شمال غرب تبریز، ۱۱ کیلومتری جنوب غرب صوفیان، ۱۵ کیلومتری شرق شبستر و در فاصله ۵ کیلومتری جاده صوفیان-شبستر واقع شده است.

## تاریخچه
نظرلو از دوره قاجار به مسکن و آبادی مطرح در بخش صوفیان تبدیل گردید. اهمیت نظرلو برای زمین داران و اربابان پیشین به حدی بود که در برهه‌هایی چند زمین‌دار به‌طور مشترک اداره زمین‌های نظرلو را برعهده داشته‌اند. حاجی حسینقلی خان نظام الدوله دنبلی حاکم تبریز این آبادی را با ۴ روستا از توابع مرند تعویض نموده‌است که سند آن در کتابخانه ملی موجود است. با توجه به نقل قول‌های معمرین و ریش سفیدان این محل در جوار نظرلوی کنونی خانه‌ها و باغ‌های کهنی قرار داشته‌اند که به تدریج متروکه گشته‌اند از در جمله زمین‌های مشهور به کده در جانب شرقی که اکنون مسکونی می‌باشد خانه‌های متروک بوده‌است که محدوده نظرلوی قدیم در دوره قاجار را به خیابان مطهری کنونی و مسجد حاج رضا از جانب شرق و سه راه سیدلر از شمال محدود می‌کند. آثاری از دو قبرستان بسیار کهن در ناحیه زمین‌های پیرموسی اشاره شده‌است.در روایتی شگفت چنین گفته می‌شود که قبور موجود در قبرستان مخروبه دبستان شهید مدنی اموات به شکل طبقاتی بر روی هم و در زیر زمین‌هایی دفن شده‌اند. از جمله آثار باقی‌مانده از دوره اسلامی می‌توان به دو امامزاده کوچک و بزرگ در جانب غربی نظرلو اشاره کرد که از تاریخ دقیق دفن آن‌ها اطلاعی در دست نیست. یک امامزاده نیز در زمین‌های قنات کره مالی در مجاورت راه نظرلو زیناب وجود دارد که زمانی همراه با دیوار دور تا دور گلی بوده و هنوز نوسازی آن به سامان نرسیده‌است. زمانی دو قوچ سنگی در کنار امامزاده‌ها وجود داشته‌است که احتمال زیاد مربوط به نظیر موارد مشابه این نمادهای سنگی یادگارانی از دوره آق قویونلوها و قراقویونلوها بوده‌اند که در قلمرو سرزمینی این سلسله گسترده شده و یافت می‌شوند. نادارلی و ندرلو و ندیرلو هم در بین بومیان منطقه مصطلح است ما پرکاربردترین اصطلاح فعلی همان نادارلی می‌باشد. تیول داران دوره قاجار هم در آبادی نظرلو (نادارلی) نقش زیادی داشته‌اند. اراضی قیلیچ بیگ و سلطان آباد در شمال شرقی روستا قرار دارند و حالا هم به این نام مشهورند. از قیلیچ بیگ فقط گؤل (استخر) در نزدیکی موتور عباس‌آباد نزدیک مرز اراضی قریه سرکندیزج (سارگن دیزه) باقی مانده‌است؛ و از سلطان آباد قبرستان به یادگار مانده‌است.
از نقاط تاریخی اطراف نظرلو می‌توان مسجد از اوبا نام برد به گفته اهالی این مسجد مربوط به ایلات و اقوام کوچ رو بوده‌است که زمانی در آن نواحی تردد داشته‌اند. نام دو آبادی متروکه و اکنون از بین رفته با نام‌های ساراباد و کهنه کند از قدیم به عنوان آبادی‌هایی یاد شده‌است که برخی از اهالی نظرلو از این آبادی‌ها به نظرلوی کنونی کوچ کرده‌اند. طبق برآوردهای اولیه این آبادی‌ها قبل از ۱۳۰۰ شمسی و در دوره قاجار کاملاً متروکه گشته‌اند. ساراباد یا سراباد حدوداً در زمین‌های زراعتی کنونی بین نظرلو و زیناب قرار دارد و کهنه کند که اکنون یک موتور آبیاری با نام آن موجود است در نواحی زراعتی جنوبی نظرلو قرار دارد. یکی از اسناد تاریخی مربوطه به نظرلو در اواخر دوران قاجار مربوط به دفترچه حساب و کتاب املاک و آبادی‌های خانم نزهت الدوله (زن حاجی حسینقلیخان نظام الدوله فوق‌الذکر) می‌باشد که در آن مباشران و حسابداران وی گزارشی از مالیات آبادی‌ها و مسائل مربوط به آن از جمله نظرلو در آن آورده‌اند.
نظرلو که پیشتر به عنوان یک روستا یاد می‌شد پس از چندین دهه تلاش و پیگیری سرانجام در دومین روز از اردیبهشت‌ماه سال ۱۴۰۳ شمسی با پیشنهاد وزارت کشور و تصویب هیئت وزیران به شهر تبدیل گردید.

## مردم‌شناسی
مذهب مردم این شهر شیعه است و به زبان ترکی آذربایجانی سخن می‌گویند و مردم آن مهمان نواز و دوست داشتنی هستند.

## جمعیت
بر پایه سرشماری عمومی نفوس و مسکن در سال ۱۳۹۵، جمعیت شهر نظرلو برابر با ۳۷۷۳ نفر(۱۲۱۶ خانوار) بوده است. البته طی دهه‌های گذشته به دلایل کاری و معیشت، مهاجرت گسترده افراد بومی این شهر به شهرهای بزرگ‌تر از جمله تهران اتفاق افتاد که اکنون با توجه به رشد صنایع و همچنین بهبود روزافزون سطح امکانات و رفاه در نظرلو شاهد مهاجرت معکوس هستیم به گونه‌ای که افراد یا به طور کامل به نظرلو بازگشته و سکونت دائمی را انتخاب می‌کنند و یا با ساخت باغ‌ویلا در این محدوده، نظرلو را تبدیل به مقصد تعطیلات خود می‌کنند. 

## اقتصاد
اقتصاد اصلی این شهر کشاورزی بوده که از عمده محصولات آن میتوان به گوجه فرنگی، پیاز، گندم، جو و یونجه و همچنین انواع محصولات درختی از جمله هلو، شلیل، زردآلو، بادام، گردو، سیب، سنجد، آلبالو و گیلاس اشاره کرد. به دلیل توجه ویژه به این صنعت و کثرت زمین‌های کشاورزی، عهده محصولات این شهر به دیگر شهرها از جمله تهران و تبریز و شبستر صادر می‌گردد. از این شهر به عنوان یکی از قطب‌های گوجه فرنگی کشور یاد می‌شود. همچنین در راستای افزایش تنوع محصولات کشاورزی در این شهر، طی سال‌های اخیر کشت باغ‌های پسته در نظرلو رشد قابل توجهی داشته است.به دلیل کمتر شدن سطح بارندگی در منطقه و در نتیجه کاهش سطح آب دریاچه ارومیه که در نزدیکی این شهر قرار دارد، اکثر کشاورزان در جهت مدیریت بهتر مصرف آب اقدام به قطره‌ای نمودن آبیاری باغات خود نموده‌اند که به مراتب در مصرف آب صرفه جویی صورت گردیده است. 

## امکانات و مشاغل

##### بهداشتی
نظرلو از لحاظ بهداشتی، درمانگاه نیمه مجهز را دارا بوده ودو دندان‌پزشک ماهر مشغول به کار هستند.

##### صنایع
صنایع این شهر روز به روز افزایش یافته و اکنون شامل صنایع تزریق پلاستیک، الکتریکی، کابینت سازی، جوشکاری، صنایع آلومینیوم و پی وی سی، شیشه بری، مصالح ساختمانی و مکانیک‌های موتورسیکلت و خودرو بوده که نیاز این شهر و همچنین منطقه را تأمین می‌کنند. 

##### ورزشی
نظرلو شامل دو عدد سالن ورزشی فوتسال بوده که در این سالن‌ها کلاس‌های آموزش هنرهای رزمی نیز اجرا می‌گردند که طی سال‌های گذشته شاهد چندین مقام‌ آوری در سطوح مختلف در این رشته‌ها بوده‌ایم. همچنین این شهر به یک زمین چمن مصنوعی جهت پیگیری بازی‌های فوتبال مجهز گردیده است. 

## آب و هوا
به طور کلی در این شهر زمستان بسیار سرد و تابستان معمولا گرم و خشک است. به جهت هموار و پست بودن جغرافیای این شهر که از شمال به کوه میشوداغی منتهی می‌شود، همواره بادهای نسبتا تندی در این منطقه می‌وزد.